# Club Bàsquet Vic
El Club Bàsquet Vic és un club dedicat a la pràctica del bàsquet situat a Vic. El seu president és Jordi Molas i Font.
Actualment, el club no té un equip professional, però té un equip a la Lliga Nacional Catalana EBA, competició que ha guanyat en dues ocasions, el 2004 i el 2020. La temporada 2008/09 va arribar a disputar la lliga LEB Or, categoria a la qual va renunciar en vendre els seus drets al CB Sant Josep Girona.

## Jugadors notables
- Guillem Rubio
- Rafa Martínez
- Rafael Hettsheimeir
- Juan Palacios
- Alfons Alzamora
- Eulis Báez

## Palmarès
- LEB Plata: (1)
  - 2008
- Copa LEB Plata: (1)
  - 2008